# 崇徽公主
崇徽公主（?—?），唐朝和亲公主，姓仆固氏，生卒不详。她是唐朝将领僕固部出身的仆固怀恩的女儿。在这之前，她的姐姐就嫁给了登里可汗，被称为“光亲可敦”。光亲可敦在768年病死，唐代宗封仆固怀恩的幼女为崇徽公主，769年，嫁给了登里可汗，成为可汗的可敦。779年，登里可汗欲入侵唐朝，被顿莫贺达干杀死，顿莫贺达干即武义成功可汗。
李山甫《阴地关崇徽公主手迹》：

一拓纤痕更不收，翠微苍藓几经秋。
谁陈帝子和番策，我是男儿为国羞。
寒雨洗来香已尽，澹烟笼著恨长留。
可怜汾水知人意，旁与吞声未忍休。

李山甫《代崇徽公主意》：

金钗坠地鬓堆云，自别朝阳帝岂闻。
遣妾一身安社稷，不知何处用将军？

欧阳修《唐崇徽公主手痕》：

故乡飞鸟尚啁啾，何况悲笳出塞愁。
青冢埋魂知不返，翠崖遗迹为谁留。
玉颜自古为身累，肉食何人与国谋。
行路至今空叹息，岩花野草自春秋。